# Новоивановка (Донецкая область)
Новоива́новка (укр. Новоіванівка) — село в Амвросиевском районе Донецкой области Украины. Находится под контролем самопровозглашённой Донецкой Народной Республики. Центр Новоивановского сельсовета.

## География
Село расположено на правом берегу реки под названием Средний Еланчик (приток Сухого Еланчика, бассейн Азовского моря), у места впадения одного из её правых притоков — реки Павловки (Павловской). К юго-востоку от населённого пункта проходит граница между Украиной и Россией.

#### Соседние населённые пункты по странам света
С:  Ольгинское (выше по течению Среднего Еланчика)
СЗ: Павловское, Светлый Луч (выше по течению Павловки)
СВ: Мокроеланчик
З: Культура
В: Кошарное, Василевка
ЮЗ: —
ЮВ: —
Ю: Ульяновское (ниже по течению Сухого Еланчика) 

## Население
Население по переписи 2001 года составляло 633 человека.

## Общая информация
Код КОАТУУ — 1420686001. Почтовый индекс — 87352. Телефонный код — 6259.

## Адрес местного совета
87352, Донецкая обл., Амвросиевский р-н, с. Новоивановка, ул. Советская, д.5а; тел.: +38 (6259) 58-1-17.